# Hylaeus bertonii
Hylaeus bertonii är en biart som först beskrevs av Carlos Schrottky 1907.  Hylaeus bertonii ingår i släktet citronbin, och familjen korttungebin. Inga underarter finns listade i Catalogue of Life.